# Надпероксид натрия
Надперокси́д на́трия — бинарное соединение натрия и кислорода с формулой NaO2, оранжево-жёлтые кристаллы с ионной кристаллической решеткой.

## Получение
- Пероксид натрия при высоких давлении (100 ат) и температуре взаимодействует с кислородом:

{\displaystyle {\mathsf {Na_{2}O_{2}+O_{2}\ {\xrightarrow {450^{o}C,p}}\ 2\ NaO_{2}}}}
- Того же результата можно добиться сжиганием натрия в избытке кислорода под давлением:

{\displaystyle {\mathsf {Na+O_{2}\ {\xrightarrow {400^{o}C,p}}\ \ NaO_{2}}}}

## Физические свойства
Надпероксид натрия образует оранжево-жёлтые кристаллы. Имеет ионное строение (Na+)(O2-).
При температуре выше −50 °С устойчива фаза I — кубическая сингония, пространственная группа F m3m, параметры ячейки a = 0,549 нм, Z = 4.
При температуре в интервале от −77 °С до −50 °С существует фаза II — кубическая сингония, пространственная группа P a3, параметры ячейки a = 0,546 нм.
При температуре в интервале от −230 °С до −77 °С существует фаза III — ромбическая сингония, пространственная группа P nnm, параметры ячейки a = 0,426 нм, b = 0,554 нм, c = 0,334 нм.
При температуре ниже −230 °С существует фаза IV с плотностью 2,21 г/см³.

## Химические свойства
- При нагревании надпероксид натрия уже при 100°С начинает выделять кислород:

{\displaystyle {\mathsf {2\ NaO_{2}\ {\xrightarrow {\ }}\ Na_{2}O_{2}+O_{2}\uparrow }}}
- Надпероксид натрия растворяется в жидком аммиаке, из которого при охлаждении до -32,5°С выпадает комплекс NaO2•2NH3.

- С водой надпероксид реагирует с выделением перекиси водорода и кислорода:

{\displaystyle {\mathsf {2\ NaO_{2}+2\ H_{2}O\ {\xrightarrow {\ }}\ 2\ NaOH+H_{2}O_{2}+O_{2}\uparrow }}}
- а в присутствии катализатора, например MnO2, реакция идёт по схеме:

{\displaystyle {\mathsf {4\ NaO_{2}+2\ H_{2}O\ {\xrightarrow {MnO_{2}}}\ 4\ NaOH+3\ O_{2}\uparrow }}}
- аналогично идёт реакция и с кислотами:

{\displaystyle {\mathsf {4\ NaO_{2}+4\ HCl\ {\xrightarrow {\ }}\ 4\ NaCl+2\ H_{2}O+3\ O_{2}\uparrow }}}
- реагирует с углекислым газом:

{\displaystyle {\mathsf {4\ NaO_{2}+2\ CO_{2}\ {\xrightarrow {\ }}\ 2\ Na_{2}CO_{3}+3\ O_{2}\uparrow }}}
- при нагревании реагирует с оксидом углерода(II):

{\displaystyle {\mathsf {2\ NaO_{2}+CO\ {\xrightarrow {100^{o}C}}\ Na_{2}CO_{3}+O_{2}\uparrow }}}
- Надпероксид натрия является сильным окислителем:

{\displaystyle {\mathsf {4\ NaO_{2}+3\ C\ {\xrightarrow {100^{o}C}}\ 2\ Na_{2}CO_{3}+CO_{2}\uparrow }}}
{\displaystyle {\mathsf {NaO_{2}+Al\ {\xrightarrow {100^{o}C}}\ \ NaAlO_{2}}}}

## Применение
Используется как компонент систем регенерации кислорода самостоятельно или в смеси с надпероксидом калия. Часто используется эквимолярная смесь с пероксидом натрия, такая смесь на поглощённую молекулу углекислого газа выделяет ровно одну молекулу кислорода, в то время, как чистый надпероксид выделяет 3 молекулы кислорода на 2 молекулы углекислого газа, а чистый пероксид, наоборот, 1 молекулу кислорода на 2 молекулы.